# Kyocera-Umweltpreis
Der Kyocera-Umweltpreis war eine mit 100.000 Euro dotierte deutsche Umweltschutzauszeichnung. Sie honorierte zwischen 2008 und 2016 CO2-reduzierende Projekte in mittelständischen Unternehmen und wurde alle zwei Jahre von der deutschen Tochtergesellschaft des japanischen Unternehmens Kyocera, dem Fraunhofer-Institut für Arbeitswirtschaft und Organisation, dem Bundesdeutschen Arbeitskreis für Umweltbewusstes Management e. V., dem Bundesverband mittelständischer Wirtschaft und der Deutschen Umwelthilfe vergeben.

## Ziel
Ziel der gemeinsamen Initiative war es, sich dem nachhaltigen Umgang mit Ressourcen als zentrale Herausforderung des 21. Jahrhunderts zu stellen und durch das Preisgeld zu fördern. Voraussetzung für die Teilnahme am Wettbewerb war, dass die Projekte eine eindeutige Klimarelevanz bzw. eine nachhaltige Reduzierung des CO2-Ausstoßes nachweisen mussten. Dies schloss die Entwicklung eigener technologischer Lösungen ebenso ein, wie die Investitionen in den Einsatz entsprechender Technologien im Unternehmen. Berücksichtigt wurden bei der Preisvergabe sowohl bereits abgeschlossene wie auch geplante Projekte.

## Jury
Die Jury bestand aus Persönlichkeiten aus den Bereichen Politik, Wirtschaft und Umwelt:
- Klaus Töpfer, ehemaliger Bundesumweltminister, Vorsitzender der Jury,
- Mario Ohoven, Präsident des Bundesverbandes mittelständischer Wirtschaft,
- Stephan Schwarzer, Leiter der Abteilung für Umwelt- und Energiepolitik in der Wirtschaftskammer Österreich,
- Sebastian Matthes, Ressortleiter für Technik und Wissen bei der Wirtschaftswoche in Düsseldorf und Associate der Stiftung Neue Verantwortung,
- Detlef Herb, Umweltbeauftragter bei Kyocera Document Solutions,
- Dieter Brübach, Mitglied der Geschäftsleitung des Bundesdeutschen Arbeitskreises für umweltbewusstes Management e.V.,
- Jörg Durr-Pucher, Aufsichtsratsvorsitzender der mittelständischen Ziemann Group in Ludwigsburg und Generalbevollmächtigter der Deutschen Umwelthilfe

## Preisträger
Die Gesamtdotierung des Umweltpreises verteilte sich auf die ersten drei Plätze. Der Gewinner erhielt 50.000 Euro, für Platz 2 standen 30.000 Euro und für Platz 3 20.000 Euro zur Verfügung.

### Kyocera-Umweltpreis 2008
- Im Jahr 2008 ging der 1. Platz an das Aachener Unternehmen Solitem GmbH mit dem Projekt „Aus Wärme Kälte machen“ für dessen technologische Innovationsfähigkeit und Nachhaltigkeit. Kernpunkt der Lösung war die Erzeugung von Prozessdampf für die Produktion mit Hilfe einer Solaranlage.
- Auf dem 2. Platz landete das IpeG-Institut mit dem Projekt „Richtig dämmen will gelernt sein“. Hier lobte die Jury die Errichtung eines neuen Ausbildungsberufs, bei dem die Gebäudedämmung thematisiert wird.
- Platz 3 belegte das Solinger Unternehmen bub Druckguss. Ausschlaggebend dafür war das Umweltengagement in der neuen Fabrikhalle für Zink- und Aluminiumdruckgussteile. Das eingereichte Konzept sah unter anderem die Wärme-Rückgewinnung, eine Druckluftanlage sowie die Optimierung der Heizungsanlage und des Wasserverbrauchs vor.
- Eine studentische Initiative der Hochschule Konstanz erhielt über die angesetzten Preise hinaus einen Sonderpreis der Jury. Die Studenten beschäftigten sich mit der Entwicklung eines sparsamen, ökologischen Fahrzeugs. Mit der Vergabe des Sonderpreises wollte die Jury die Bedeutung von Forschung und Entwicklung für den Umweltschutz hervorheben.

### Kyocera-Umweltpreis 2010
- Der Gewinner des Kyocera-Umweltpreises 2010 war die SkySails GmbH und das Projekt „Mit Zugdrachen CO2 reduzieren“. Das Unternehmen ist Markt- und Technologieführer im Bereich automatisierter Zugdrachensysteme. Hochgerechnet wäre es durch den weltweiten Einsatz der SkySails-Technologie möglich, jährlich über 150 Millionen Tonnen CO2 einzusparen.
- Platz 2 ging an die Lichtblick AG und die „Zuhause-Kraftwerke“. Ausgezeichnet wurde das Unternehmen für sein SchwarmStrom-Konzept. LichtBlick plant damit auf Grundlage von mindestens 100.000 „Zuhause-Kraftwerken“ durch intelligente Steuerung und Vernetzung ein virtuelles Großkraftwerk mit einer Erzeugungskapazität von 2.000 Megawatt zu realisieren.
- Der 3. Platz ging an Groz-Beckert KG und das Projekt „Litespeed-Nadel“. Der Hersteller von Werkzeugen und Systemteilen für die Textilindustrie versucht mit seinen Entwicklungen ökonomische Notwendigkeiten der Textilindustrie mit ökologischen Vorteilen zu verbinden. Die Litespeed-Nadel ist eine Stricknadel-Neuentwicklung für den Einsatz in Hochleistungs-Rundstrickmaschinen.
- Ehrenpreise wurden zweimal vergeben. Zum einen Aloys Wobben von Enercon, der Diplomingenieur wurde wegen seines Engagements und seiner Leistungen für die Windkrafttechnologie in Deutschland und seines Vorantreibens von Forschungs- und Entwicklungsarbeit geehrt. Kasper Rorsted, Vorstandsvorsitzender von Henkel, erhielt einen Ehrenpreis für seine Auffassung von Nachhaltigkeit als eines der herausragenden Merkmale und Erfolgsfaktor von Henkel.
- Außerdem wurde auch ein weiteres Projekt mit einem Sonderpreis ausgezeichnet. Mit dem Projekt „E-Scrub“ hat die Eisermann AG ein Abscheidesystem entwickelt, das die CO2-Emissionen beim Nasslackieren um 95 Prozent sinken lässt.

### Kyocera-Umweltpreis 2012
Anfang Juli 2011 hat Kyocera den dritten Kyocera-Umweltpreis ausgerufen. Wie in den zwei vorangegangenen Runden können sich Unternehmen und auch Behörden um das Preisgeld bewerben. Voraussetzung für die Teilnahme am Wettbewerb ist, dass die Projekte eine eindeutige Klimarelevanz bzw. eine nachhaltige Reduzierung des CO2-Ausstoßes nachweisen müssen. Die Preisverleihung fand am 26. Januar 2012 auf dem Zukunftsforum des Fraunhofer-Instituts für Arbeitswirtschaft und Organisation statt.
- Der 1. Platz ging 2012 an die Grenol GmbH. Das Wülfrather Unternehmen hat auf Basis ihrer landwirtschaftlichen Erfahrung einen katalysegesteuerten Hochdruckbehälter entwickelt. Dieser folgt dem Prinzip eines „Riesendampftopfes“, der Jahrmillionen dauernde geologische Karbonisierung in einem computerkalkulierten Eilprozess simuliert. Bei diesem Prozess wird ungenutzte Biomasse in Kohle umgewandelt, die in Baustoffen und zur Bodenoptimierung eingesetzt werden kann. Durch die Umwandlung von landwirtschaftlichen Abfällen in CO2-neutrale Kohle können jedes Jahr 200 t bis 500 t CO2 eingespart werden.
- Den 2. Platz belegte die isocal HeizKühlsysteme GmbH. Diese hat eine Technologie für sicheres, wirtschaftliches und umweltfreundliches Heizen und Kühlen von Gebäuden entwickelt. Als Energiespeicher nutzt man hierzu Solareis. Das System bietet verschiedene Vorteile: So kann auf fossile Brennstoffe zum Heizen fast vollständig verzichtet werden. Zudem erlaubt das System das kostenlose Kühlen aufgrund der Nutzung eines thermischen Abfallproduktes. Durch den Verzicht auf fossile Brennstoffe für die Klimatisierung von Gebäuden wird der CO2-Ausstoß verringert.
- Der 3. Platz und das damit verbundene Preisgeld in Höhe von 20.000 Euro ging an das österreichische Unternehmen Helioz Research & Development GmbH für die Entwicklung eines portablen Wasserdesinfektionssystems, das direkt auf eine PET-Flasche angebracht werden kann. Durch die Sonne erfolgt der Desinfektionsprozess. Die Technologie ist insbesondere für Entwicklungsländer relevant: Hier ist die derzeit häufigste Methode der Trinkwasserdesinfektion das Abkochen. Hunderte Millionen von Menschen entzünden täglich eine häusliche Feuerstellen, nur um Wasser abzukochen. Das Abkochen benötigt mindestens 10 Minuten, als Feuermaterial wird Holz oder, z. B. in Indien, Kerosin verwendet.

- Der Sonderpreis dreht sich bei der dritten Runde um das Büro der Zukunft und wird von Kyocera gemeinsam mit dem Fraunhofer-Institut für Arbeitswirtschaft und Organisation vergeben. Er ging an die art aqua GmbH für die Entwicklung der grünen Wand. handelt es sich um eine bepflanzte Wand, die in Büros zum Einsatz kommt. Der Einsatz dieser grünen Wände trägt durch eine verbesserte Luftfeuchtigkeit zu einem optimalen Raumklima bei. Da die art auqua GmbH diese Wände selbstverständlich auch in ihren Büroräumen einsetzt, zeichnete die Jury das Unternehmen mit dem Sonderpreis „Büro der Zukunft aus“.

### Kyocera-Umweltpreis 2014
Die Preisträger des 4. Kyocera-Umweltpreises waren:
- in der Kategorie 1 „Arbeits- und Bürowelt“ die Cree GmbH (Österreich) mit dem Projekt „LifeCycle-Tower“.
- in der Kategorie 2 „Klima und Energie“ gewann die Younicos AG mit einem Batteriekraftwerk mit einer Leistung von 5 Megawatt und einer Kapazität von 5 Megawattstunden.
- in der Kategorie 3 „Mobilität und Verkehr“ gewann die Innovative Mobility Automobile GmbH  mit dem Projekt „Colibri“ (Ein-Personen-Elektroleichtfahrzeug mit sehr hoher Reichweite und Fahreigenschaften).
- in der Kategorie 4 „Biodiversität, Natur- & Gewässerschutz“ die Interface Deutschland GmbH mit dem Projekt „Net-Works“ (Lösung von Umweltproblemen alter ausrangierter Fischernetze in einigen der weltweit ärmsten Küstenregionen).
- Sonderpreis für den „Grünsten Fachhändler“ für  die printvision AG im Rahmen des Projekts „GreenVision“ mit Maßnahmen zum Umweltschutz.

### Kyocera-Umweltpreis 2016
Das Unternehmen VAUDE Sport GmbH gewann 2016 den „Kyocera Umweltpreis: Green Office“.